# Aue (Rebbe)
L'Aue també anomenat Rennen és un rierol a Einbeck a l'Estat de Baixa Saxònia a Alemanya. Neix al nucli de Rotenkirchen a una altitud de 164 metres damunt el nivell mitjà del mar i desemboca 4 km més avall al Rebbe a Odagsen, un nucli d'Einbeck. Desguassa via l'Ilme, el Leine i el Weser al Mar del Nord. Rega Rotenkirchen i Odagsen, dos nuclis rurals de la ciutat d'Einbeck.

## Galeria

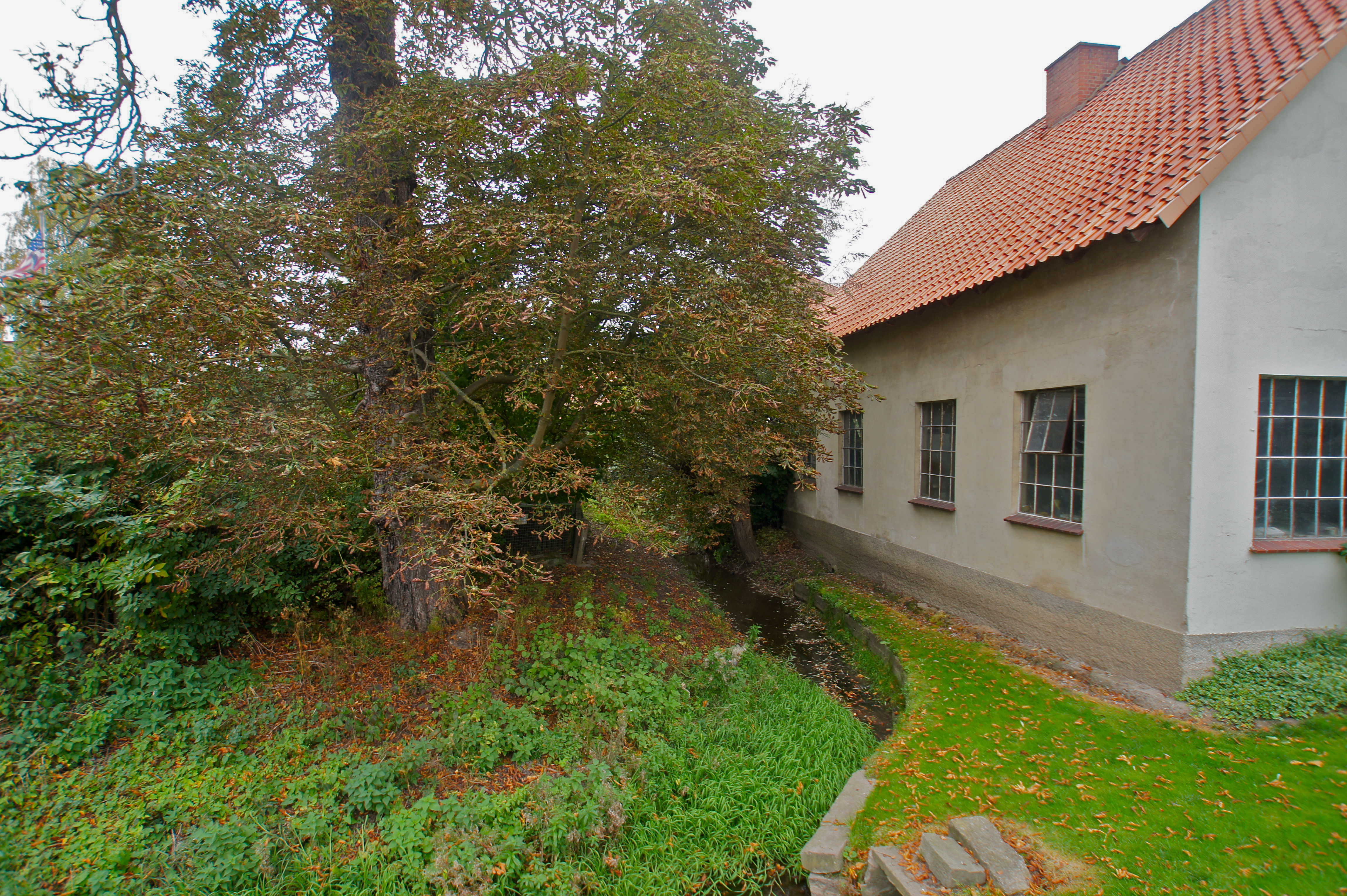
Aue al centre del poble
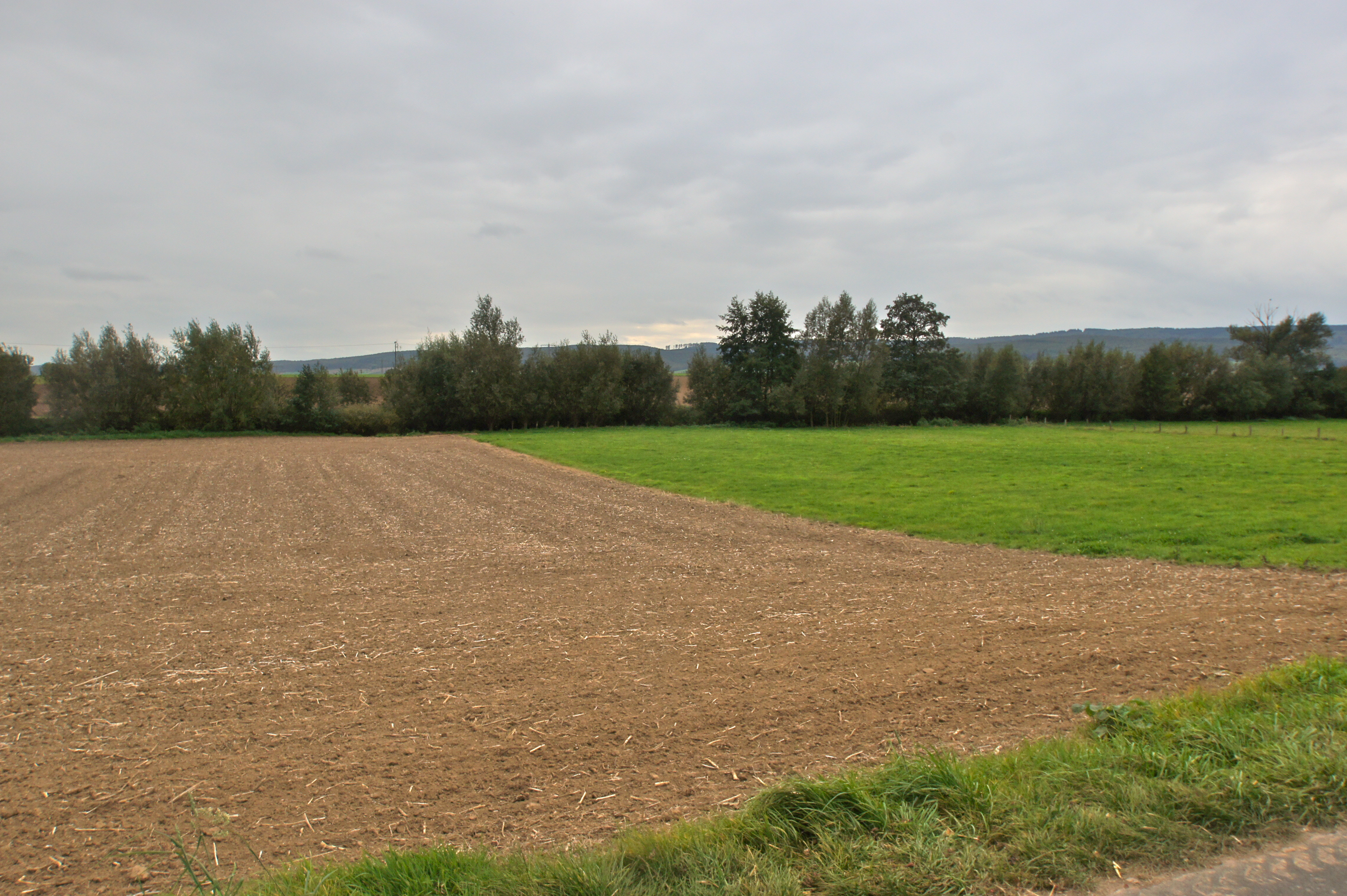
La vall de l'Aue
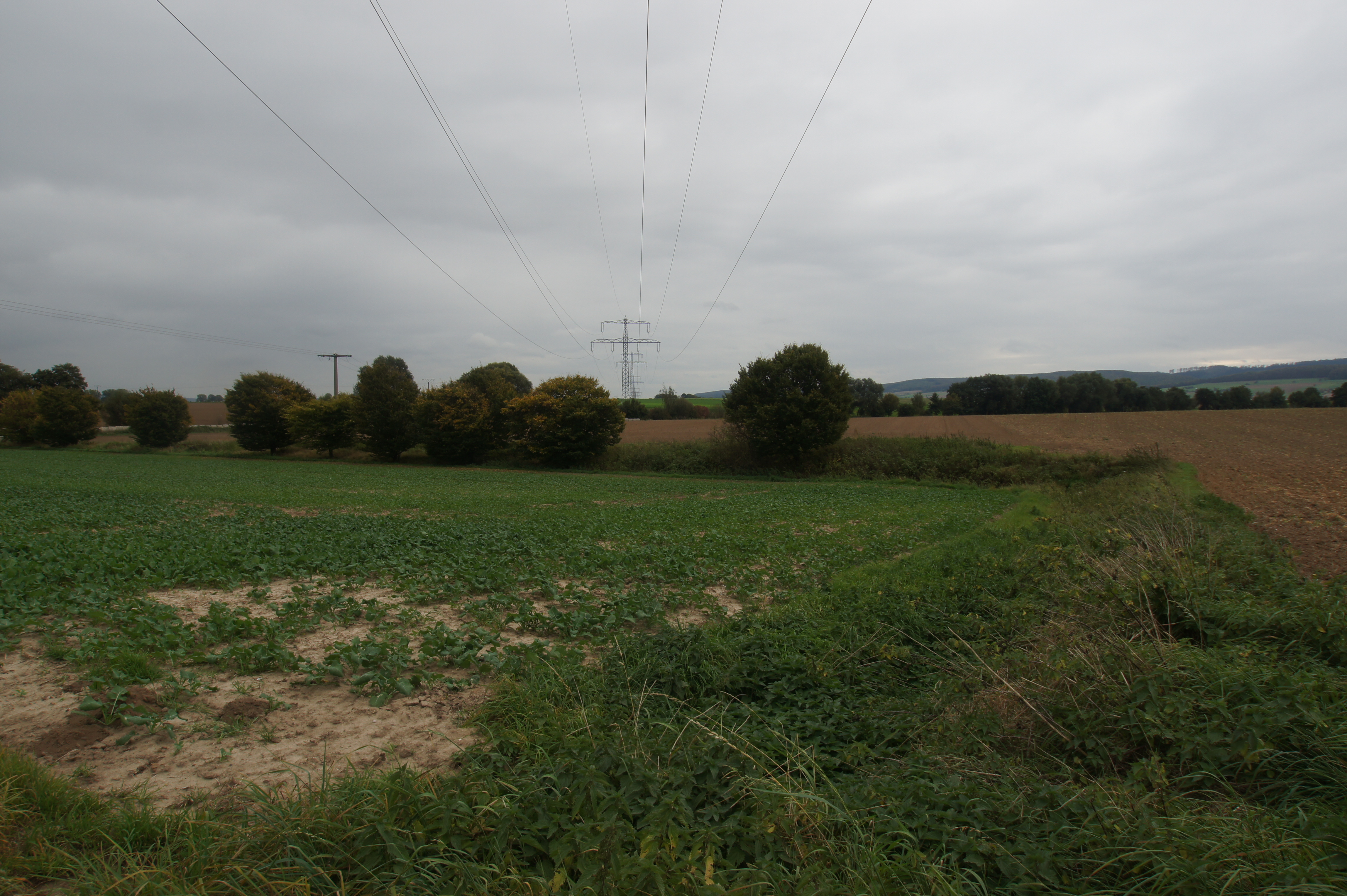
Un rierol font de l'Aue